# 全州秋氏
全州秋氏（チョンジュチュし、ぜんしゅうしゅうし、朝鮮語: 전주추씨）は、朝鮮の氏族の一つで、秋渓秋氏（추계추씨、2015年では45,766人）の同源分派とされる。本貫は全羅北道全州市である。2015年の調査では、1,953人。
始祖は、中国の宋高宗時代の1141年に文化及第、門下侍中の官職を務めた秋饁である。秋饁の10代子孫の秋水鏡が、文禄・慶長の役の際に万暦帝の王命を受けて、秋蘆と秋荻の2人の息子と5000人の兵士を率いて鴨緑江を渡河して参戦、その後、3男秋菊と4男秋芝、5男秋蘭も参戦した。彼ら一族は、文禄・慶長の役において数々の武勲を挙げるが、戦争後も帰国せずに、全州に居住する。その子孫一族が全州秋氏である。